# Monument Records
Monument Records fue una compañía discográfica estadounidense con sede en Washington D. C. cuyo nombre y logotipo hacía referencia al Monumento a Washington, y que fue fundada en 1958 por el productor Fred Foster y el disc jockey de Baltimore Buddy Deane. Deane abandonó la compañía al poco tiempo de su creación. Foster trasladó la discográfica a Hendersonville, una localidad del área metropolitana de Nashville, en el estado de Tennessee. Monument publicó gran variedad de géneros musicales, incluyendo rock and roll, country, jazz y rhythm and blues.
Sony Music relanzó el sello Monument en 2017, en una empresa conjunta con el mánager Jason Owen y el cantante y productor Shane McAnally, ambos en calidad de copresidentes.

## Historia
En sus comienzos, Monument fue el primer sello en ser distribuido por London Records. 
El primer lanzamiento discográfico de Monument Records, en octubre de 1958, se convirtió a la vez en su primer éxito. Fue el sencillo de Billy Grammer, "Gotta Travel On" que alcanzó el Top 5 de la lista de éxitos norteamericana Billboard y llegó a vender más de 900.000 copias. 
La contratación del cantante Roy Orbison, anteriormente en Sun Records, proporcionó a Monument Records nuevos éxitos, que comenzaron en 1960 con el sencillo "Only the Lonely." En 1961, London Records distribuía a más de cuarenta sellos independientes, lo que motivó que Foster buscara una red de distribución independiente para Monument.
En 1962, Monument Records hizo historia con el lanzamiento de "Too Many Chicks" y "Jealous Heart" de Leona Douglas, la primera grabación de género country & western publicada por una mujer afroamericana.
En 1971, Foster firmó un acuerdo global de distribución con la compañía CBS Records. Este acuerdo de distribución finalizó en 1976. Entre 1976 y 1982 el catálogo de Monument fue distribuido por Polygram y desde 1982 a 1990 de nuevo se alcanzó un acuerdo con CBS.
Además de Roy Orbison, Monument publicó material de numerosos artistas, entre los que destacan Robert Knight, Kris Kristofferson, Jeannie Seely, Boots Randolph, Dolly Parton, Ray Stevens, Cindy Walker, Tony Joe White, Charlie McCoy, Willie Nelson, J.K. Coltrain, Tommy Roe, The Velvets, Connie Smith, Larry Jon Wilson, Larry Gatlin y Robert Mitchum.
Foster también fundó en 1963 el sello discográfico especializado en soul y R&B, Sound Stage 7. Algunos de los artistas que grabaron para Sound Stage fueron Joe Simon, The Dixie Belles, Arthur Alexander e Ivory Joe Hunter. Otro sello subsidiario de Monument fue Rising Sons Records.
Foster realizó una serie de inversiones bancarias en la década de los 80 que lo llevaron a la ruina. Debido a esto, se vio forzado a vender Monument Records en 1990. CBS Records adquirió el catálogo de Monument, que fue rescatado en 1997 por Sony Music como sello especializado en música country. Algunos exitosos artistas firmaron con Monument durante esta época, como Little Big Town y Dixie Chicks.

## Relanzamiento de 2017
En enero de 2017, Sony Music anunció que iba a relanzar el icónico sello de forma conjunta con el mánager y director ejecutivo de Sandbox Entertainment, Jason Owen (Little Big Town, Faith Hill, Kacey Musgraves) y el músico Shane McAnally (Kenny Chesney, Old Dominion, Sam Hunt). Owen y McAnally actúan en calidad de copresidentes y han fichado para el sello a artistas como Caitlyn Smith y Walker Hayes.